# جيف رايت (لاعب كرة قدم أمريكية أمريكي)
جيف رايت (بالإنجليزية: Jeff Wright)‏ هو لاعب كرة قدم أمريكية أمريكي، ولد في 13 يونيو 1963 في سان بيرناردينو في الولايات المتحدة.

## وصلات خارجية
- جيف رايت (لاعب كرة قدم أمريكية أمريكي) على موقع مرجع كرة القدم المحترفة.كوم (الإنجليزية)